# Трудовач
Трудова́ч — село в Україні, в Золочівському районі Львівської області. Населення становить 315 осіб. Орган місцевого самоврядування — Золочівська міська рада.

## Населення

### Мова
Розподіл населення за рідною мовою за даними перепису 2001 року:
| Мова       | Кількість | Відсоток |
| ---------- | --------- | -------- |
| українська | 313       | 99.37%   |
| російська  | 2         | 0.63%    |
| Усього     | 315       | 100%     |

## Відомі люди
У селі народилися:
- український композитор Дмитро Андрейко (1864—1888)
- діяч Пласту Якубовський Іван
- український січовий стрілець, радянський комбриг Ілля Павлович Кіт-Війтенко (1898—1977).

## Пам'ятки природи
- Геоморфологічна пам'ятка природи — скеля Великий Камінь (на південь від Трудовача, у старому буковому лісі).
- Ліс під Трудовачем.